# Union du peuple salmantin

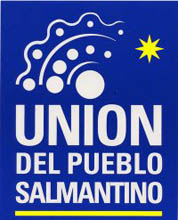
Logo du parti

L’Union du peuple salmantin (en espagnol : Unión del Pueblo Salmantino) (UPS), est un parti politique régionaliste de la province de Salamanque, fondé en 2002. Son leader est Emilio González-Coria.
Aux élections européennes de juin 2009, il se présente sous l'étiquette Libertas avec les Citoyens - Parti de la Citoyenneté et le Parti social-démocrate.